# Diatoniek

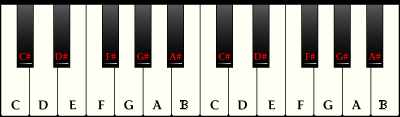
Diatoniek op een klavier. Elke serie van 7 achtereenvolgende witte toetsen, levert een diatonische toonladder

Diatoniek (Grieks: διάτονος, door hele tonen gaand [διά = door, τόνος = toon]) is in de muziektheorie de systematiek van toonstelsels gebaseerd op een verdeling van het octaaf in vijf grotere en twee kleinere intervallen. De grotere intervallen zijn alle van ongeveer gelijke omvang en zijn hele toonafstanden. De kleinere intervallen zijn ongeveer van halve omvang van de grotere en zijn halve toonafstanden. Hele toonafstanden verder opgedeeld in halve toonafstanden zijn chromatiek.
Het toonmateriaal bestaat per octaaf uit de zeven tonen met de namen do, re, mi, fa, so(l), la, ti(si), (do). De toonafstanden tussen deze tonen zijn achtereenvolgens : heel, heel, half, heel, heel, heel en half.
In de pythagorese systematiek zijn de tonen gebaseerd op de reine kwint met een verhouding 2:3. Gerekend vanuit la, zowel omhoog als omlaag, ontstonden de volgende verhoudingen, naar die tijd dalend genoteerd:
| mi  | re  | do    | ti  | la | so  | fa    | mi  |
| --- | --- | ----- | --- | -- | --- | ----- | --- |
| 3/2 | 4/3 | 32/27 | 9/8 | 1  | 8/9 | 64/81 | 3/4 |

Omgerekend voor de toonladder beginnend op do worden de verhoudingen:
| Toonafstanden | Toonafstanden | do  | do  | re  | re  | mi    | mi      | fa      | fa  | so  | so  | la    | la    | ti      | ti      | do      | do   |
| ------------- | ------------- | --- | --- | --- | --- | ----- | ------- | ------- | --- | --- | --- | ----- | ----- | ------- | ------- | ------- | ---- |
| tot grondtoon | verhouding    | 1   | 1   | 9/8 | 9/8 | 81/64 | 81/64   | 4/3     | 4/3 | 3/2 | 3/2 | 27/16 | 27/16 | 243/128 | 243/128 | 2       | 2    |
| tot grondtoon | in cent       | 0   | 0   | 204 | 204 | 408   | 408     | 498     | 498 | 702 | 702 | 906   | 906   | 1110    | 1110    | 1200    | 1200 |
| onderling     | verhouding    |     | 9/8 | 9/8 | 9/8 | 9/8   | 256/243 | 256/243 | 9/8 | 9/8 | 9/8 | 9/8   | 9/8   | 9/8     | 256/243 | 256/243 |      |
| onderling     | in cent       | 204 | 204 | 204 | 204 | 90    | 90      | 204     | 204 | 204 | 204 | 204   | 204   | 90      | 90      |         |      |

Daaruit is te zien dat een hele toonafstand gelijk is aan 9/8 en de halve toonafstand gelijk is aan 256/243. Dit is zeer regelmatig, maar de grote en kleine terts zijn achtereenvolgens 81/64 en 32/27, wat te veel afwijkt van de waarden 5/4 en 6/5 in de reine stemming. De grote terts is een factor 81/80, het didymische komma, te groot en de kleine een factor 80/81 te klein.
In de reine stemming zijn de verhoudingen in de toonladder van do:
| Toonafstanden | Toonafstanden | do  | do  | re  | re   | mi   | mi    | fa    | fa  | so  | so   | la   | la  | ti   | ti    | do    | do   |
| ------------- | ------------- | --- | --- | --- | ---- | ---- | ----- | ----- | --- | --- | ---- | ---- | --- | ---- | ----- | ----- | ---- |
| tot grondtoon | verhouding    | 1   | 1   | 9/8 | 9/8  | 5/4  | 5/4   | 4/3   | 4/3 | 3/2 | 3/2  | 5/3  | 5/3 | 15/8 | 15/8  | 2     | 2    |
| tot grondtoon | in cent       | 0   | 0   | 204 | 204  | 386  | 386   | 498   | 498 | 702 | 702  | 884  | 884 | 1088 | 1088  | 1200  | 1200 |
| onderling     | verhouding    |     | 9/8 | 9/8 | 10/9 | 10/9 | 16/15 | 16/15 | 9/8 | 9/8 | 10/9 | 10/9 | 9/8 | 9/8  | 16/15 | 16/15 |      |
| onderling     | in cent       | 204 | 204 | 182 | 182  | 112  | 112   | 204   | 204 | 182 | 182  | 204  | 204 | 112  | 112   |       |      |

In deze stemming zijn er twee grote secundes, van 9/8 en van 10/9, die dus onderling het didymische komma verschillen. De halve toonafstand is 16/15. De twee verschillende hele toonafstanden vormen een probleem bij transposities van de toonladder, wat heeft geleid tot de middentoonstemmingen en gelijkzwevende stemming.
Bij de oude grieken waren de toonsystemen opgebouwd uit tetrachorden, een reeks van 4 tonen met een omvang van een kwart. Oorspronkelijk verwees de term 'diatoniek' naar een van de drie geslachten van deze tetrachorden (diatonisch, chromatisch en enharmonisch). Twee van deze tetrachorden werden, aaneensluitend of gescheiden door een hele toon,  gestapeld om tot een toonladder te komen.
Een diatonische toonladder is een toonladder gebaseerd op het diatonisch toonstelsel. Een diatonische toonladder kan op elke noot beginnen. De verzameling van deze toonladders zijn de kerktoonladders:
- Ionisch (do re mi fa so la ti do), de huidige majeur toonladder
- Dorisch (re mi fa so la ti do re)
- Phrygisch (mi fa so la ti do re mi)
- Lydisch (fa so la ti do re mi fa)
- Mixolydisch (so la ti do re mi fa so)
- Aeolisch (la ti do re mi fa so la), de huidige natuurlijke mineur toonladder
- Locrisch (ti do re mi fa so la ti)

Uit deze oude diatonische toonladders ontwikkelde zich in de loop van de muziekgeschiedenis het diatonische systeem van majeur- en mineurtoonsoorten. Pas in de 20e eeuw lieten componisten zich inspireren door exotische, niet-Europese toonladders, en ontstond er een niet-diatonische klassieke muziek (Debussy, Stravinsky).